# Mourir d'aimer
 Mourir d'aimer è un brano musicale scritto da Charles Aznavour e Georges Garvarentz, basato su un fatto reale. La canzone è stata interpretata da Aznavour stesso e pubblicata nel 1971. Aznavour realizzò anche una versione in italiano con il titolo Morire d'amore con testo di Giorgio Calabrese.

## La storia e il testo
La canzone è basata sulla relazione d'amore tra un'insegnante francese e uno studente minorenne. L'insegnante Gabrielle Russier (1937-1969), processata, si suicida in attesa del giudizio di appello. Il suicidio dell'insegnante fa nascere un dibattito in Francia relativo ai rapporti sessuali, al consenso ed all'età della maturità sessuale.
Sempre su questa storia fu realizzato il film Morire d'amore

## Il disco
Il brano fu pubblicato come Lato B del 45 giri Non, Je n'ai rien oublié/Mourir d'aimer, accompagnato dall'orchestra diretta da Claude Denjean Il disco ebbe un discreto successo commerciale raggiungendo nel maggio del 1971 la 7ª posizione nella hit parade francese e riscosse discreti successi anche in Australia, Italia, USA, Giappone e Yugoslavia.